# Le Roi du dessin animé
Le Roi du dessin animé (France) ou Le Pseudonyme (Québec) (The Front) est le 19e épisode de la saison 4 de la série télévisée d'animation Les Simpson.

## Synopsis
Bart et Lisa ont trouvé que le dernier épisode d'Itchy et Scratchy n'était pas marrant. Ils ont alors eu l'idée d'écrire eux-mêmes le scénario d'un épisode. Marge a reçu une lettre pour une réunion d'anciens élèves, mais pas Homer. Il est obligé de révéler la vérité à Marge : il n'a jamais eu de diplôme ! Une fois le scénario fini, Bart et Lisa l'envoient à la maison de production d'Itchy et Scratchy en espérant qu'il soit lu. N'ayant pas de nouvelles de la maison de production, ils décident d'envoyer le scénario par l'intermédiaire de leur grand-père, Abraham Simpson. Cette fois-ci, le scénario est lu et apprécié, si bien que l'épisode est diffusé à la télé. Abraham Simpson est engagé pour l'écriture d'autres épisodes. Après la réunion des anciens élèves, Homer décide de repasser son diplôme et cette fois-ci, il l'aura...